# Joern Hinkel

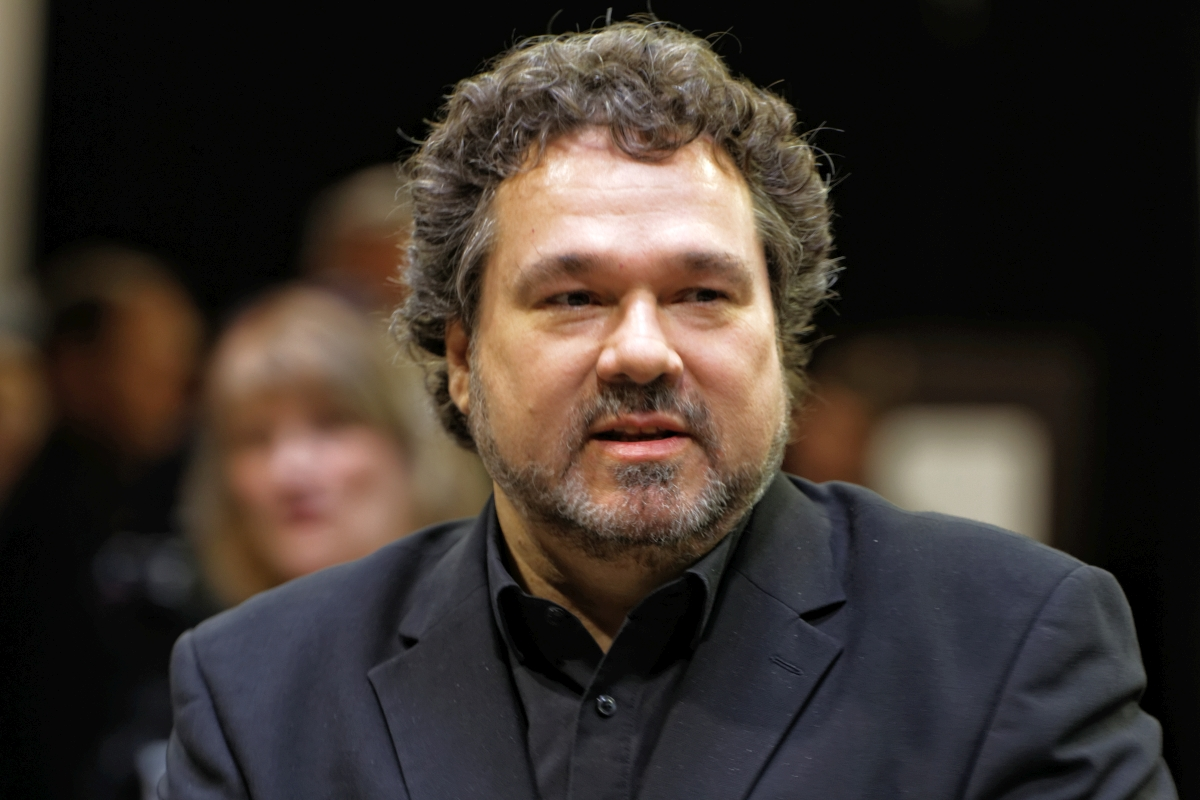
Joern Hinkel (2023)

Joern Hinkel (* 22. September 1970 in Berlin) ist ein deutscher Intendant, Regisseur und Schauspieler.

## Leben
Hinkel studierte an der Bayerischen Theaterakademie Opern- und Theaterregie bei August Everding, er inszenierte zahlreiche Opern, Theaterstücke, aber auch Kurz- und Dokumentarfilme.
1995 wurde er Lehrbeauftragter für Schauspiel an der Bayerischen Theaterakademie, im gleichen Jahr inszeniert er Leonce und Lena am Münchner Prinzregententheater. Seit dem Jahr 2000 arbeitete er mit Regisseur Dieter Wedel zusammen, für den ZDF-Mehrteiler Die Affäre Semmeling, den Zweiteiler Papa und Mama, den Film Mein alter Freund Fritz und den ARD-Zweiteiler Gier war er als Regie-Assistent tätig. Auch während der Nibelungen-Festspiele und der Bad Hersfelder Festspiele unterstützte er Regisseur Dieter Wedel bei den Büchern, der Auswahl der Schauspieler und in den Inszenierungen.
Daneben setzte der Berliner auch seine eigenen Film- und Theaterprojekte um, so drehte er 2006 für den Bayerischen Rundfunk den Dokumentarfilm German Cowboy, eine Deutschlandreise zu Pferd von Berlin nach München.
Immer wieder ist er auch als Schauspieler zu sehen, so in Mein alter Freund Fritz als intriganter Krankenhausmitarbeiter Simon. Während der Nibelungenfestspiele und der Dresdner Zwingerfestspiele stand er ebenfalls in verschiedenen Rollen auf der Bühne. Für seinen Kurzfilm Alle Tage wieder erhielt er 2011 den Ersten Preis der Landeszentrale für Politische Bildung Rheinland-Pfalz, für seinen Imagefilm Eine Stadt – Tausend Welten den Ersten Preis der Internationalen Tourismusbörse 2014.
Seit 2015 ist Hinkel für die Bad Hersfelder Festspiele tätig. Hier inszenierte er Krabat in der Stiftsruine und Sommernachts-Träumereien auf einer Spielwiese vor der Stiftsruine. Sein Ensemble von Krabat erhielt 2016 den Hersfeld-Preis der Kritiker für diese besondere Leitung und Inszenierung.
Mit dem Verein Sommernachtsträumer e. V. fördert er Kinder und Jugendliche in Bad Hersfeld und der Region.
Im Sommer 2018 inszenierte er im Schloss Eichhof Indien von Josef Hader und Alfred Dorfer. Seit Ende Januar 2018 ist er Intendant der Bad Hersfelder Festspiele, zuvor war er der Stellvertreter des Intendanten Dieter Wedel.
Am 20. Juni 2025 wurde ihm vom hessischen Ministerpräsident Boris Rhein der hessische Verdienstorden am Bande, die höchste Auszeichnung des Bundeslandes, für seine Arbeit bei den Bad Hersfeldern Festspielen und mit Kindern und Jugendlichen im Sommernachtsträume e.V. verliehen.

## Filmografie (Auswahl)
- 2004: Eh sie verklingen (BR)
- 2006: German Cowboy (BR)
- 2011: Alle Tage wieder
- 2014: Eine Stadt – Tausend Welten
- 2016 The Döftels – Minusmensch (Musikvideo)

## Inszenierungen (Auswahl)
- 1993: Yerma (Prinzregententheater München)
- 1995: Leonce und Lena (Prinzregententheater München)
- 1995: Bastien und Bastienne (Wiesseer Musiktage)
- 1996: Pulcinella (Staatstheater am Gärtnerplatz)
- 2010: Winterreise
- 2015: Sommernachts-Träumereien
- 2016: Krabat
- 2018: Indien
- 2019: Der Prozess
- 2020: Niemandsland
- 2021: Der Club der toten Dichter
- 2022: Notre Dame

## Hörspiele
Regieassistent und Sprecher
- 1996: Herbert Asmodi: Die Geschichte von dem kleinen blauen Bergsee und dem alten Adler. Eine Kinder-Taschenoper – Regie: Wilfried Hiller (Bayerischer Rundfunk/Deutsche Grammophon)